# Dicronocephalus bowringi
Dicronocephalus bowringi är en skalbaggsart som beskrevs av Francis Polkinghorne Pascoe 1863. Dicronocephalus bowringi ingår i släktet Dicronocephalus och familjen Cetoniidae. Inga underarter finns listade i Catalogue of Life.